# Хайде, Константин
Константи́н Гю́нтер Ге́орг Ха́йде (нем. Konstantin Günter Georg Heide; родился 27 января 2006 года, Кирххайм-бай-Мюнхен, Германия) — немецкий футболист, вратарь клуба «Унтерхахинг». Победитель чемпионата Европы и чемпионата мира в составе сборной Германии до 17 лет.

## Клубная карьера
Константин Хайде — воспитанник «Кирххаймера» и «Унтерхахинга». За последних дебютировал 7 октября 2023 года в матче против «Дуйсбурга».

## Карьера в сборной
За сборную Германии до 16 лет провёл три игры, где пропустил 2 мяча.
За сборную до 17 лет выиграл чемпионата Европы; на турнире был запасным вратарём, так и не выйдя на поле.
Константин Хайде поехал на чемпионат мира до 17 лет, где также был запасным вратарём, но из-за болезни Макса Шмитта вышел на поле в матче против Аргентины. Основное время матча завершилось со счётом 3:3; в серии пенальти, завершившейся победой сборной Германии со счётом 4:2, отразил удары Франко Мастантуоно и Клаудио Эчеверри. Также вышел в основе на финал против Франции. В основное время матча была зафиксирована ничья 2:2, а в серии пенальти Хайде вновь отразил два удара сборной Франции от Бастьена Мёпийу и Тидьяма Гомиса (мяч после удара Ноа Санги попал в перекладину и вылетел в поле), принеся сборной Германии титул чемпионов мира.

## Достижения
- Чемпион Европы до 17 лет: 2023
- Чемпион мира до 17 лет: 2023